# Незлин, Михаил Вениаминович
Михаи́л Вениами́нович Не́злин (29 июля 1928, Гомель — 1 января 1999, Россия) — советский физик, лауреат премии имени Л. А. Арцимовича

## Биография
Родился 29 июля 1928 года в Гомеле, в семье врачей, один из представителей учёной семьи Незлиных.

В 1930 году семья переехала в Москву, а в годы войны с семьёй был эвакуирован в Алма-Ату, где окончил среднюю школу, экстерном сдав экзамены за 9 и 10 класс.

В 1950 окончил Московский энергетический институт.

В период с 1950 по 1956 год — научный сотрудник, старший инженер предприятия «Свердловск-45».

С 1957 — при поддержке Л. А. Арцимовича принят в лабораторию новых методов ускорения ИЯФ СО АН СССР.

С 1959 — в Отделе плазменных исследований (впоследствии Отделение физики плазмы, а ныне — Институт ядерного синтеза) Курчатовского института.

Член-корреспондент РАЕН (1991).

Член редколлегии международного журнала по нелинейной физике «Хаос» (США, 1992—1997).

Член Советов РАН по физике плазмы и нелинейной динамике, Нью-Йоркской академии наук, Международного астрономического союза, Планетного и Географическою обществ США.

Автор 125 научных работ и двух монографий.
Умер 1 января 1999 года.

### Научная деятельность
Работы в области физики плазмы, геофизической и астрофизической гидродинамики.

В физике плазмы — исследования сильной неустойчивости плазменных потоков. Первый экспериментально обнаружил новый объект физики плазмы — ленгмюровский солитон в магнитном поле.

Разработал новый подход к лабораторному моделированию вихревых структур в атмосферах планет и океанах — модельная среда быстро вращающейся мелкой воды со свободной поверхностью в параболическом сосуде. Впервые в лаборатории создан новый фундаментальный объект нелинейной физики — вихревой солитон Россби.

Показал адекватность в физическом отношении созданного вихревого солитона — антициклона крупнейшим долгоживущим атмосферным вихрям, доминирующим на планетах-гигантах: Большому Красному Пятну Юпитера, Большим вихрям Сатурна и Нептуна. Впервые в лабораторном эксперименте продемонстрировано ярко выраженное явление циклон-антициклонной асимметрии вихрей Россби, объясняющее как резкое доминирование антициклонов на планетах-гигантах и среди океанских «линз», так и сравнительно быстрый распад циклонов. Успешно промоделирована самоорганизация изучаемых природных вихрей и их «долгая жизнь» в системе неустойчивых течений со сдвигом скорости, аналогичных зональным течениям в атмосферах планет; с помощью физического моделирования показано, что при наблюдаемом профиле зональных ветров на Юпитере на всем периметре данной параллели планеты генерируется только один антициклон — аналог Большого Красного Пятна.

В ходе опытов на дифференциально вращающейся мелкой воде на двух установках «Спираль» с неустойчивым профилем скорости вращения (аналогичным профилю вращения многих галактик) впервые реализована генерация спиральных структур, физически подобных спиральным рукавам галактик. Экспериментально были подтверждены выводы теории о генерации спиральных рукавов галактик при развитии центробежной неустойчивости, вызванной наличием наблюдаемых скачков скорости вращения у половины галактических дисков; в частности, число спиральных рукавов действительно оказалось обратно пропорциональным величине скачка.

Кроме того, на установках «Спираль» удалось объяснить наблюдаемый феномен «ветвления» спиральных рукавов галактик, а также причину генерации редко встречаемых «лидирующих» спиральных рукавов, в отличие от классических «отстающих» спиралей. С помощью модельного эксперимента предсказал существование новых структур в спиральных галактиках — гигантских антициклонов. Был разработан также специальный метод обнаружения антициклонов.

## Награды
Премия имени Л. А. Арцимовича (1995) — за серию работ «Лабораторное моделирование крупномасштабных астрофизических и геофизических вихревых структур». Дважды лауреат Курчатовской премии